# Lichtbogen

Lichtbogen est une œuvre musicale pour ensemble de la compositrice finlandaise Kaija Saariaho, créée en 1986 à Paris.

## Historique
Composée entre 1985 et 1986, le titre de l'ouvrage signifie littéralement « arcs de lumière » en français. Lichtbogen fait référence aux aurores polaires auxquelles elle a été témoin en Laponie en 1984 et qui l'ont inspiré. Elle est une commande du ministère français de la Culture, et ainsi le premier ouvrage qui soit commandé à la compositrice en dehors de son pays d'origine, la Finlande. La compositrice se met à travailler avec le violoncelliste finlandais Anssi Karttunen pour explorer les sons que l'instrument produit une fois appliqué au dispositif électronique que Kaija Saariaho utilise. 
Lichtbogen est créé le 23 mai 1986 à Paris, dirigé par Georges-Élie Octors avec l'Ensemble 2e2m.
L'ouvrage est représenté pour le Festival Présences 2017 sur la compositrice à la Maison de la Radio et de la Musique, par Jean-Baptiste Barrière et François Galard, dans une conception visuelle et sonore. Il est joué par la Philharmonie de Paris en 2020 à la Cité de la musique pour un concert intitulé Canon d'hiver,  avec l'Ensemble Intercontemporain dirigé par Matthias Pintscher.

## Description
Lichtbogen est la partie sept du cycle Maa et est prévu pour un large ensemble de neuf instruments et électronique, et emploie des sonorités et la structure de la musique spectrale.
L'ouvrage est d'une durée approximative de seize minutes et est dédié au chef d'orchestre et compositeur français Paul Méfano. En plus des instruments qui composent la partition, un dispositif électronique est déployé pour amplifier et moduler les sons en temps réel, étendant ainsi leur palette sonore. Il s'agit de la première pièce dans laquelle Kaija Saariaho utilise un tel dispositif numérique pour les instruments. L'idée provient des tentatives de la compositrice de moduler le son harmonique d'un violoncelle en un autre bruit par l'électronique en fonction de la puissance de pression de l'archet sur les cordes.
La partie de la flûte « récite » des passages du poème The World de Henry Vaughan, en prononçant des phonèmes,.

## Orchestration
- flûte, percussionniste, harpe, piano, violon, violon II, alto, violoncelle, contrebasse ;
- dispositif électronique : il va notamment amplifier les flûtes et les cordes et les élever d'un quart de ton, tandis que le piano, la harpe ou les percussions resteront inaltérés[7].

## Enregistrements
- Lichtbogen, Warner Music, 1995, 1 CD, dirigé par Jukka-Pekka Saraste avec l'ensemble Avanti!, enregistré en 1988 à la Maison de la culture à Helsinki.
- SAARIAHO, K.: Graal Theatre / Solar / Lichtbogen, Ondine, 2002, 1 CD, dirigé par John Storgårds avec l'ensemble Avanti!.
- Sur Kaija Saariaho: Works for Orchestra, Ondine, 2012, 4 CD.
- Sur Endymion Ensemble plays Lindberg, Kaipainen, Håmeenniemi, Saariaho, Finlandia, 2013, avec John Whitfield et l'Endymion Ensemble.